# Aroui americana
Aroui americana är en kräftdjursart som beskrevs av Lowry och Helen E. Stoddart 1997. Aroui americana ingår i släktet Aroui och familjen Scopelocheiridae. Inga underarter finns listade i Catalogue of Life.